# Droga I/14 (Czechy)
Droga krajowa 14 (cz. Silnice I/14) – droga krajowa w północnych Czechach biegnąca równolegle do polsko-czeskiej granicy. Arteria bierze swój początek w Libercu i przez Tanvald, Vrchlabí, Trutnov, Náchod i Vamberk dociera do skrzyżowania z drogą krajową nr 43 pod miastem Česká Třebová. W rejonie Trutnova z drogi rozciągają się widoki na pasmo Karkonoszy. Na całej długości trasa jest jednojezdniowa i nie posiada rozwiązań bezkolizyjnych. Na krótkim odcinku w rejonie Tanvaldu droga nr 14 biegnie wspólnym śladem z drogą krajową 10 oraz trasą europejską E65, w Trutnovie z drogą krajową 16, a w Nachodzie z krajową 33.